# Nonveiller-hangyásztücsök
A Nonveiller-hangyásztücsök (Myrmecophilus nonveilleri) a hangyásztücsökfélék családjába tartozó, Európában honos, hangyabolyokban élősködő rovarfaj.

## Megjelenése
A Nonveiller-hangyásztücsök testhossza 2–4 mm, ehhez járul még 1–2 mm-es tojócsöve. Döntő többségük nőstény, a hímek nagyon ritkák. Teste felülről nézve ovális, oldalról kissé lapított. Színe rozsdabarna, a torpajzs és a potrohszelvények hátsó szegélye világos. Csápjai rövidek és erőteljesek. A torpajzsot és potrohának felső oldalát rövid, fényes szőrök borítják. Hátsó lábainak combjai robusztusak, vastagok. Potrohfüggelékei (cercusai) felfelé állnak és valószínűleg fontos tapintó érzékszervként szolgálnak. 
Nem ad ki hangot.

### Hasonló fajok
Közeli rokonaival, a közép-európai hangyásztücsökkel és a Myrmecophilus nem más, főleg Dél-Európában élő tagjaival lehet összetéveszteni.

## Elterjedése
A fajt 2008-ban írták le Szerbiában. Ezenkívül csak Magyarországon (1912-ből származó múzeumi példány alapján) és Bulgáriában mutatták ki 2016-ban.

## Életmódja
A hangyásztücskök hangyabolyokban élnek, a hangyák élősködőiként az általuk raktározott élelmet, valamint petéiket, ivadékaikat fogyasztják. Szinte kizárólag szűznemzéssel szaporodnak. A Nonvellier-hangyásztücsök életmódja még kevéssé vizsgált, valószínűleg hasonlít a közép-európai hangyásztücsökére. 
Magyarországon nem védett.